# Відокремлений підрозділ юридичної особи
Відокремлений підрозділ, також фі́лія, філіа́л (від італ. Figlia — донька) — це підрозділ юридичної особи, що знаходиться поза її місцезнаходженням та виробляє продукцію, виконує роботи або операції, надає послуги від імені юридичної особи, або здійснює представництво і захист інтересів юридичної особи.
Відокремлений підрозділ не є юридичною особою, а його керівник діє в будь-якому випадку від імені юридичної особи на підставі довіреності.

## Види відокремлених підрозділів
Філія, філіал (нім. Filiale, фр. filiale від лат. filia — «дочка», filialis — «дочірній») — відокремлений підрозділ юридичної особи, що розташований поза її місцезнаходженням та здійснює всі або частину її функцій.
Представництвом є відокремлений підрозділ юридичної особи, що розташований поза її місцезнаходженням та здійснює представництво і захист інтересів юридичної особи.
Відокремлені підрозділи можуть створюватись і в інших формах.

## Правове становище відокремленого підрозділу
Відокремлений підрозділ не є юридичною особою, а тому не може від свого імені відкривати рахунки, набувати майно, нести юридичну відповідальність. В той же час юридична особа може наділяти свій відокремлений підрозділ майном для здійснення його діяльності, відкривати рахунки для обслуговування виключно відокремленого підрозділу.
Керівник відокремленого підрозділу може називатись як завгодно (директор, керуючий, голова, ректор, головний інженер тощо), однак діє від імені юридичної особи на підставі довіреності.
Юридична особа несе повну юридичну відповідальність по зобов'язаннях, що виникають з діяльності її відокремленого підрозділу.

## Відокремлені підрозділи в Україні

### Державна реєстрація відокремлених підрозділів
Відокремлені підрозділи не підлягають державній реєстрації (оскільки державна реєстрація означала б, що відокремлений підрозділ є юридичною особою), але інформація про відокремлений підрозділ вноситься до ЄДР до запису про юридичну особу, яка їх утворює.
Державний реєстратор видає виписку з ЄДР про внесення запису про відокремлений підрозділ. Відокремленим підрозділам присвоюється ідентифікаційний код, для них може бути виготовлено печатку. У зв'язку із присвоєнням відокремленим підрозділам ідентифікаційного коду, до КОПФГ включено відповідний код, однак відокремлений підрозділ (філія, представництво) не є організаційно-правовою формою, оскільки не є юридичною особою.
Найменування відокремленого підрозділу повинно містити слова «відокремлений підрозділ» («філія», «представництво» тощо) та вказувати на належність до юридичної особи, яка створила зазначений відокремлений підрозділ.
Відокремлений підрозділ діє на підставі статуту, положення, наказу тощо.

### Правове регулювання відокремлених підрозділів
- Цивільний кодекс України
- Господарський кодекс України
- Закон України «Про господарські товариства» [Архівовано 3 вересня 2018 у Wayback Machine.]
- Закон України «Про державну реєстрацію юридичних осіб та фізичних осіб — підприємців» [Архівовано 17 вересня 2018 у Wayback Machine.]
- Вимоги щодо написання найменування юридичної особи або її відокремленого підрозділу [Архівовано 8 вересня 2018 у Wayback Machine.]

### Іноземні представництва
Іноземний суб'єкт господарської діяльності, що бажає відкрити представництво без наміру здійснення господарської діяльності на території України, подає до Міністерства економіки України заяву та відповідні документи. Як правило, представництва відкриваються з метою популяризації (рідше з метою прямих і непрямих продажів) товарів та/або послуг материнської компанії, за допомогою проведення рекламних кампаній, виявлення потреб покупців, дослідження кон'юнктури ринку і т.д. В разі відповідності їх вимогам законодавства та сплати державного збору, міністерство видає заявнику свідоцтво та вносить іноземне представництво до реєстру представництв.

### Відкриття представництва за кордоном
Відкриття українською юридичною особою відокремленого підрозділу (як виробничого, так і представництва) за кордоном з наданням йому майна вважається інвестиційною зовнішньоекономічною діяльністю та потребує отримання індивідуальної ліцензії.
Індивідуальна ліцензія видається правонаступником Мінекономрозвитку на підставі заяви та поданих документів, що підтверджують обґрунтованість здійснення інвестицій за кордон, і при умові сплати плати за видачу індивідуальної ліцензії.
Перерахування грошових коштів для утримання відокремленого підрозділу не є валютною інвестиційною операцією та не потребує здійснення заходів валютного контролю, якщо таке представництво не здійснює підприємницької діяльності. В інших випадках така операція потребує індивідуальної ліцензії Національного банку України.

## Виноски
1. ↑  Філія // Словник української мови : в 11 т. — Київ : Наукова думка, 1970—1980.
2. ↑  Філіал // Словник української мови : в 11 т. — Київ : Наукова думка, 1970—1980.
3. ↑  Етимологічний словник української мови : в 7 т. / редкол.: О. С. Мельничук (гол. ред.) та ін. — К. : Наукова думка, 2012. — Т. 6 : У — Я / укл.: Г. П. Півторак та ін. — 568 с. — ISBN 978-966-00-0197-8.
4. ↑  Тхор, Анатолій. Реєстрація представництва іноземної компанії в Україні. Архів оригіналу за 9 липня 2017.
5. ↑  Інструкція про порядок реєстрації представництв іноземних суб'єктів господарської діяльності в Україн. Архів оригіналу за 17 вересня 2018. Процитовано 20 вересня 2013.
6. ↑  Указ Президента України Про інвестування майнових цінностей резидентами за межами України. Архів оригіналу за 26 грудня 2018. Процитовано 20 вересня 2013.
7. ↑  Положення про порядок видачі індивідуальних ліцензій на здійснення резидентами майнових інвестицій за межами України. Архів оригіналу за 15 квітня 2022. Процитовано 7 червня 2022.
8. ↑  Положення про валютний контроль. Архів оригіналу за 13 вересня 2018. Процитовано 20 вересня 2013.
9. ↑  Декрет Кабінету Міністрів України Про систему валютного регулювання і валютного контролю. Архів оригіналу за 1 вересня 2018. Процитовано 20 вересня 2013.